# Калергис, Мария
Графиня Мария-Луиза фон Нессельроде (Maria Luisa Reichsgräfin von Nesselrode-Ereshoven), в первом браке Калергис (пол. Maria Kalergis), во втором браке Мария Фёдоровна Муханова (7 августа 1822, Варшава — 22 мая 1874, Варшава) — польская пианистка и покровительница искусств. Племянница главы российской дипломатии Карла Нессельроде, прабабка Рихарда Куденхове-Калерги.

## Биография

### Ранние годы и первый брак
Дочь генерала российской службы Фридриха Карла Нессельроде (1786—1869), происходившего из медиатизованного рода имперских графов. Мать — полька, Тэкля Наленч-Гурская (Tekla Nałęcz-Górska; 1795—1848), сестра Иосифа Горского — камергера двора императора Александра I.

После развода родителей вместе с младшей сестрой в 1828 году была привезена в Петербург и удочерена родственницей Еленой Дмитриевной Сверчковой, дочерью графа Д. А. Гурьева, и получила фамилию Сверчкова. Была дивно хороша собой, князь Вяземский писал:
В ней была и вкрадчивая прелесть сарматской женственности и тихое поэтическое сияние германской Туснельды. Предайте к этому блеск французского образованности, живую игривость ума и разговорчивости, и можно легко понять, что она должна была занять исключительное и почетное место везде, где бы она не показалась.
15  января 1839 года 16-летняя Мария была выдана замуж за крупного торговца греческого происхождения Ивана (Яна) Эммануиловича Калерги (Калержи; 1814—1863), наследника миллионного состояния. В качестве свадебного подарка супруг преподнес жене 600 тысяч золотых рублей и участок с домом на Невском проспекте, д. 12, раньше принадлежавший матери жениха. Через год супруги расстались. Муж уехал в Италию, а жена в сопровождении влюблённого в неё графа Адама Потоцкого отправилась во Францию.

### Салон в Париже

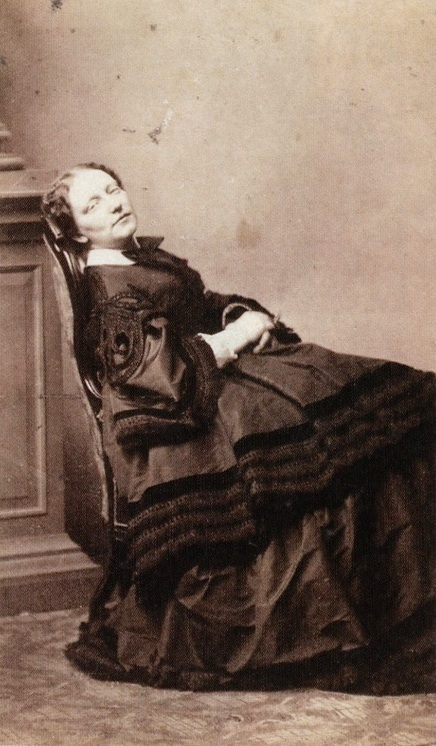
Мария Муханова незадолго до смерти

Мария, получая от супруга значительное содержание, жила в Петербурге, Париже, Варшаве, Баден-Бадене. Брала уроки музыки у Шопена и Листа. Кроме польского, знала французский, немецкий, английский, итальянский, русский языки. Салон Калергис на Анжуйской улице посещал весь цвет Парижа. Современники относили к числу влюбленных в польскую красавицу множество знаменитостей: среди них генерал Кавеньяк, граф Моле, Дюма, Мюссе, Лист, Шопен, Готье, Гейне, Норвид. Трое последних посвятили ей стихи (Гейне — «Белый слон», Готье — «Мажорно-белая симфония»), а Норвид — даже трёхактную трагедию «Перстень Великой дамы». Достоверно известно, что Мария была возлюбленной Эжена Сю, который вывел её в романе «Вечный жид» под именем Адриенны Кардовиль.
Выполняла секретные поручения русского двора. Сыграла значительную роль при захвате власти Луи Наполеоном Бонапартом, впоследствии императором Наполеоном III. Виктор Гюго писал об этой стороне жизни белокурой красавицы в своем памфлете «История одного преступления» (1852, опубл. 1877).
В 1857—71 годах выступала как пианистка. Калергис была хорошо знакома с Вагнером и Монюшко, принимала деятельное участие в их судьбе: помогла Монюшко поставить оперу «Галька» на варшавской сцене (1858) и организовала благотворительный концерт в его пользу, приняла на свой счет убытки Вагнера после неудачи его парижских концертов и т. д.

### Второй брак
После начала русско-французской войны по указанию канцлера Нессельроде покинула Париж и поселилась в Варшаве, где жила в квартире отца и вела довольно скромную жизнь. Была среди основателей Института музыки в Варшаве (позднее — Варшавская консерватория), вместе с Монюшко основала Варшавское музыкальное общество (позднее — Варшавская филармония).
В возрасте 41 года Мария Калергис вышла замуж в Висбадене 18 октября 1863 года за 30-летнего Сергея Сергеевича Муханова (1833—1897) — героя обороны Севастополя, директора варшавских театров. В последние годы жизни была прикована к постели жестоким ревматизмом, муж ухаживал за ней. Получив известие о смерти Калергис, Лист устроил в память о ней большой концерт в Веймаре, где впервые исполнил посвященную ей сонату. Похоронена в Варшаве, на кладбище Повонзки.

## Семья
От первого мужа имела одну дочь Марию Калерги (1840—1877), вышедшую в 1857 году в Париже замуж за дипломата Франца-Карла Куденхове (1825—1893), причём их старший сын Генрих женился на японке Мицуке Аояма и в 1903 г. получил право именоваться графом Куденхове-Калерги (Куденхоф-Калержи). Письма Калергис к дочери и другим корреспондентам — богатый источник сведений об эпохе. Основные издания эпистолярного наследия:
- Marie von Mouchanoff-Kalergis geb. Gräfin Nesselrode in Briefen an ihre Tochter; ein Lebens- und Charakterbild/ Ida Maria Lipsius [La Mara], Hrsg. Leipzig: Breitkopf & Härtel, 1911
- Listy do Adama Potockiego. Warszawa: Państwowy Instytut Wydawniczy, 1986